# Bulbophyllum crispatisepalum
Bulbophyllum crispatisepalum é uma espécie de orquídea (família Orchidaceae) pertencente ao gênero Bulbophyllum. Foi descrita por Royen em 1979.